# Dialeto da serra amazônica
O dialeto da serra amazônica, também chamado dialeto do arco do desflorestamento, ou sotaque dos migrantes, é um dialeto do português formal brasileiro (variação sociolinguística regional), empregado em cinco dos nove estados  brasileiros da Amazônia Legal. É erroneamente considerado como parte da amazofonia (dialeto nortista).
Conhecido dentro da região geográfica como "sotaque dos migrantes", não é um dialeto coeso devido a peculiaridade da formação. Sua característica marcante é a forte pronúncia do "s", de forma semelhante ao paulista, e outras peculiaridades. Diferencia-se do dialeto tradicional amazônida e nordestino, por ter uma pronuncia e vocalização mais próxima do caipira e do sertanejo.
Os termos "Serra Amazônica" ou "Amazônico das Serras" foram usados inicialmente para identificar este dialeto nos trabalhos do I Colóquio de Letras da Faculdade Pan-Americana (FPA), em 2010.

## Regiões
Este dialeto é empregado nas seguintes regiões: sudeste do estado do Pará; sudoeste do Maranhão; norte do Mato Grosso; Rondônia, e; centro e norte de Tocantins. Desde meados da década de 1970, quando houve uma imigração desordenada de nordestinos, goianos, sudestinos e, sulistas para a região, atraídos pelas ofertas de terras baratas e acessíveis em abundância. O dialeto, inclusive, quase que sobrepõe sua área de influência na fronteira agrícola Amazônica.

## Léxico
Segue algumas palavras e expressões e o significado delas:
| Dialeto da serra amazônica                                      | Significado                                                          |
| --------------------------------------------------------------- | -------------------------------------------------------------------- |
| Broco                                                           | Sem equilíbrio                                                       |
| Cê                                                              | Você                                                                 |
| Pão de sal                                                      | Pão francês                                                          |
| Lapada, panada                                                  | Pancada ou batida muito forte                                        |
| Grafite                                                         | Lapiseira                                                            |
| Ponta de grafite                                                | Grafite                                                              |
| Catiroba                                                        | Pessoa mal-cuidada consigo mesma                                     |
| Inãn!                                                           | Expressão de negação, usado no lugar "ah não!"                       |
| Mérmã, mermão                                                   | Redução e junção de "minha irmã/meu irmão"                           |
| Estribado, buiado                                               | Que tem muito dinheiro                                               |
| Azeite                                                          | Óleo de coco                                                         |
| Ó                                                               | Expressão para afirmar ou chamar atenção para algo                   |
| Beijú                                                           | Tapioca                                                              |
| Geladinha                                                       | Sacolé, chope, din-din                                               |
| Gongo, matipó                                                   | Diplópode, Bicho-do-coco                                             |
| Apelar                                                          | Perder a paciência rapidamente                                       |
| Prego                                                           | Indivíduo inconveniente, indivíduo que aprende com muita dificuldade |
| Milho da pipoca, bicho da pipoca, mí-dibuiado (milho debulhado) | Algo muito bom, legal                                                |
| Patinha                                                         | Regador de plantas                                                   |
| Fólio                                                           | Folia, alegria                                                       |
| Muringa, moringa                                                | Recipiente de armazenar água, Cantil                                 |
| Rabeta                                                          | Pequena embarcação motorizada                                        |
| Enfastiado                                                      | Sem fome, cansado                                                    |
| Pila                                                            | Ladrão, assaltante                                                   |
| Melado, mé                                                      | Cachaça                                                              |
| Cobrão                                                          | Alguém que dorme muito                                               |